# Valéncia Hui
Valéncia Hui (Valencia Hoy en español) fue un diario valenciano de tirada autonómica fundado en Valencia el 29 de noviembre de 2006 bajo la dirección de Baltasar Bueno e impulsado por Juan Lladró Dolz y Hector Gimeno Mondragón.

## Historia y características
Era un periódico de ideología marcadamente regionalista escrito en castellano con algunos artículos en valenciano (con las Normas del Puig de la RACV). En 2007 el diario inició la publicación de una serie de artículos contra la AVL.
El 28 de junio de 2008 cesó su edición en papel, manteniendo la edición digital. El 27 de noviembre de 2008 mostró su última noticia en su sección de internet, titulada "Breve adiós, hasta luego" en la que achacaba a motivos económicos su rápida desaparición. Así, el artículo menciona: "La fuerte crisis económica está haciendo temblar, tambalear y caer a muchos medios de comunicación social en el mundo, y el nuestro, recién nacido no podía escapar a los rigores de esta dura realidad". Lo cierto es que el periódico no contó en sus dos años de vida con el respaldo del gran público y su tirada siempre se vio demasiado limitada para mantener beneficios económicos.